# Harogin

Harogin harcosok

A haroginek a Star Trek-univerzumban egy vadász faj a Delta kvadránsból. Nomád űrutazók anyabolygó nélkül. A haroginok évszázadok óta csak a hajóikat tekintik otthonuknak. A legtöbb harogin egyedül utazik, de rendszerint találkozhatunk kisebb vadász csoportokkal is. Nagyobbak, mint egy átlagos ember, és testi erejük is nagyobb. Nehéz, kék színű páncélzatot is viselnek, aminek segítségével sok ellenséges hatást túlélhetnek. A vadászösztönüktől vezérelve a prédájukat gyakran több ezer fényéven át is képesek hajszolni, és a diadalig sohasem állhatnak meg. Ez az életük egyetlen lételeme, célja. Minden kultúrájuk, hitük, szertartásuk a vadászat körül forog.
A haroginok az elejtett prédát vagy megeszik vagy trófeaként kiállítják. A trófeáikat gondosan tartósítják különböző tartósító folyadékokban. Néha az első prédát először kibelezik, majd eltávolítják a húst róla és csak a csontvázat tartják meg. Ezekre a feladatokra a haroginoknak eszközök egész tárháza áll a rendelkezésükre.
A haroginoknak van egy hatalmas kiterjedésű és hatókörű kommunikációs állomáshálózatuk, amellyel akár a galaxis másik végébe is képesek adatokat küldeni. Ezek az állomások fekete lyukakból nyerik az energiájukat. Az nem teljesen biztos, hogy a rendszert a haroginok építették, mivel nincs ilyen fejlett technológiájuk.
2374-ben találkozott velük először a Voyager, amikor a Föderációs hajó a harogin kommunikációs hálózaton keresztül egy a Béta kvadránsban lévő Föderációs hajóra küldte az OSH-ját. A USS Prometheus-t elfoglalták a romulánok, és mindenkit megöltek a hajón. Végül a Voyager OSH-ja és a Prometheusé együtt visszafoglalta a hajót.
Néhány nappal később a Voyager ismét találkozott a Haroginokkal, amikor megpróbáltak a Csillagflotta által küldött levelekhez hozzájutni az egyik állomásról. A Haroginok ezt nem nézték jó szemmel, de végül a leveleket sikerült megmenteni. Azonban az egyik állomás megsemmisülése túlfeszültséget okozott az egész rendszerben, így az összes állomás kikapcsolt.